# Базилика Святой Крови
Базилика Святой Крови (нидерл. Heilig-Bloedbasiliek, фр. Basilique du Saint-Sang) — римско-католическая малая базилика в Брюгге, Бельгия. В церкви, построенной в XII веке как часовня при дворе графа Фландрии, хранится реликвия — кровь Христа, предположительно собранная Иосифом Аримафейским и доставленная из Святой Земли Тьерри Эльзасским, графом Фландрии. Построенная с 1134 по 1157, она была удостоена звания малой базилики в 1923 году.
Церковь расположена на площади Бург и состоит из нижней и верхней церкви. Нижняя церковь в романском стиле освящена в честь Василия Великого и осталась практически неизмененной. Реликвия хранится в верхней церкви, которая была перестроена в XVI веке в готическом стиле и несколько раз обновлялась в неоготическом стиле в XIX веке.

## История
В 1134 году Тьерри Эльзасский решает построить закрытую двойную часовню сбоку от Старого замка Oud Steen, первой резиденции графов Фландрии, ныне преобразованной в ратушу Брюгге. В 1147-м году он отправляется во Второй крестовый поход из которого, согласно традиции, он возвращается с реликвией — кровью Христа, 7 апреля 1150 года. В первой половине XIII века название верхней церкви было изменено на Часовню Святой Крови.